# Coll del Miracle
El Coll del Miracle es troba a Montserrat (Catalunya), el qual és un dels dos colls que connecten les regions d'Ecos i Frares Encantats (l'altre és el Coll de Porc, a ponent).

## Descripció
Els Ecos i els Frares Encantats són units a llevant pel Coll del Miracle, el qual, a diferència del Coll de Porc, és el més obert i el que ofereix les millors vistes a totes dues regions. Entre els dos colls hi ha una carena amb petites agulles, entre les quals destaca el Cor de Be. La sorprenent forma d'aquest monòlit s'aprecia perfectament des del coll. És molt recomanable baixar pel curt sender que porta al Coll de Porc. Mentre caminem vora el cim de la carena, podrem gaudir dels paisatges de fantasia que la muntanya ens ofereix en aquesta regió. Mirant a l'oest, veurem la imponent muralla oriental dels Frares Encantats, amb algunes de les agulles més emblemàtiques: el Novici, el Bacallà i l'agulla Gran del Pas del Príncep. Mirant a l'est, veurem la silueta característica de les roques dels Aurons i l'Esfinx, que són la porta d'entrada a la regió dels Ecos. L'accés al coll es fa per un corriol molt estret que, a l'ombra de les alzines, supera l'estreta canal del Miracle.

## Accés
Cal aparcar el cotxe a la creu Regató, al peu de la carretera de Can Maçana i el monestir (BP 1103). Travessem la carretera amb precaució i seguim l'únic corriol que s'enfila a la muntanya. De seguida arribem al camí del Miracle, on hem de girar a l'esquerra, en direcció E. La sendera va flanquejant pel bosc sense guanyar gaire altitud. De sobte, passa per un tram rocallós molt costerut però fàcil, gràcies a la corda fixa i les escales amb barana que ens hi trobem. El camí enllaça amb el GR 172, que recorre tot el vessant nord de Montserrat. En aquesta cruïlla girem a la dreta i seguim amb els ulls ben oberts per no perdre el caminet que surt a mà esquerra vers la Canal del Miracle (fita). Seguim aquest sender que comença suau i acaba amb pendents molt forts fins a arribar al coll. Tornem pel mateix camí. També podem allargar l'itinerari de baixada passant pel Coll de Porc.